# Уолтер Фиц-Алан
Уолтер Фиц-Алан (англ. Walter fitzAlan; ум. 1177) — англонормандский рыцарь бретонского происхождения, 1-й наследственный лорд-стюард Шотландии, основатель шотландского дворянского рода Стюартов, впоследствии — королей Шотландии и Англии.

## Биография

### Происхождение и переселение в Шотландию
Уолтер был одним из младших сыновей Алана Фиц-Флаада, сеньора Освестри, и Авелины де Хесден. Отец Уолтера происходил из Бретани, из семьи наследственных сенешалей сеньоров Доля. В начале правления Генриха I Алан Фиц-Флаад переселился в Англию, где получил ряд земельных владений в Шропшире и некоторых других графствах и замок Освестри на валлийской границе. После смерти Алана около 1114 года его земельные владения унаследовал старший сын Уильям Фиц-Алан, ставший основателем английского дворянского рода Фицаланов, впоследствии — графов Арундел. Уолтер, очевидно, не получил по наследству сколь-либо существенного имущества и в середине 1130-х годов поступил на службу к шотландскому королю Давиду I. Известно, что уже в 1136 году он посетил Шотландию. Вероятно, сближение Уолтера Фиц-Алана с Давидом I в значительной степени объяснялось тем фактом, что Уолтер, как и его брат Уильям, являлись сторонниками императрицы Матильды в начавшейся гражданской войне в Англии 1135—1154 годов, а шотландский король в этот период являлся фактическим лидером её партии на Британских островах.

### Лорд-стюард и формирование сеньории Стюартов
В 1136 или 1137 году Давид I назначил Уолтера Фиц-Алана стюардом (сенешалем) королевского двора. Это был один из высших постов в шотландской королевской администрации, обладатель которого отвечал за управление дворцовыми службами и домениальными владениями короны. Уолтер также получил обширные земли в юго-западной части страны: Ренфру, Пейсли, Поллок и другие владения в долине Клайда, примерно соответствующие позднейшему графству Ренфрушир, а также Иннервик в Восточном Лотиане. Позднее в состав владений Уолтера Фиц-Алана была передана северная часть Кайла, получившая впоследствии название «Стюартов Кайл» (на территории современных округов Норт-Эршир и, частично, Саут-Эршир), а в конце правления Малькольма IV — остров Бьют.
В результате Уолтер Фиц-Алан стал одним из крупнейших землевладельцев Шотландии, причём его земли, находящиеся на западных рубежах королевства, служили, с одной стороны, оборонительной линией против набегов со стороны гэльских княжеств Галлоуэя и Гебридов, а с другой стороны, выполняли важную функцию по укреплению королевского влияния и насаждению феодальной системы в западных областях страны. Сеньория Уолтера Фиц-Алана в Ренфрушире и Кайле, в отличие, например, от старинных графств Северной Шотландии, имела ярко выраженный феодальный вассально-ленный характер. За свои владения Уолтер был обязан королю выставлением пяти вооружённых рыцарей в королевскую армию. В свою очередь, он передал часть земель мелким рыцарям, многие из которых происходили, как и сам Уолтер, из Шропшира. Они, таким образом, стали вассалами лорда-стюарда, обязанными ему военной службой и иными феодальными повинностями. Феодализация поземельных отношений и создание вассально-ленной системы нормандско-французского типа являлись наиболее глобальными общественными преобразованиями, предпринятыми Давидом I и его ближайшими потомками. Уолтер Фиц-Алан, «нормандец по культуре и бретонец по крови», наряду с рядом других соратников короля Давида I (Брюсы, де Морвили), были движущей силой этих процессов.
Уолтер Фиц-Алан, по-видимому, входил в ближайшее окружение Давида I. Около 1150 года король признал пост лорда-стюарда наследственным в семье Уолтера, в 1157 году это было подтверждено преемником Давида I Малькольмом IV. Последний также подтвердил его права на земельные владения. Впоследствии обладание должностью лорда-стюарда потомками Уолтера Фиц-Алана привело к закреплению за ними фамилии Стюарт. С самого начала Стюарты являлись одним из наиболее могущественных и богатых дворянских родов Шотландии, а в 1371 году Роберт Стюарт унаследовал шотландскую корону, положив начало более, чем трёхсотлетнему пребыванию Стюартов на престоле страны.

### Церковная политика и участие в войнах
В своих владения Уолтер Фиц-Алан активно поощрял монастырское движение и жаловал значительные земли и имущество церковным учреждениям. В 1163 году в Ренфру он основал дочерний монастырь клюнийского аббатства Венлок в Шропшире. Позднее этот монастырь был перенесён в Пейсли и вскоре стал одним из самых богатых и уважаемых монастырей Западной Шотландии. Он также служил местом захоронения членов дома Стюартов. На протяжении веков Стюарты покровительствовали Пайслийскому монастырю и часто жертвовали в его пользу земельные владения и другое имущество. В 1219 году Пайсли получил статус аббатства. Известно также о дарении Уолтером Фиц-Аланом земель монастырю Мелроуз в юго-восточной Шотландии.
В 1138 году Уолтер Фиц-Алан участвовал в походе короля Давида I в северную Англию и сражался в «битве Штандартов» под командованием принца Генриха.
В 1164 году неподалёку от Ренфру, в самом центре владений Уолтера Фиц-Алана, высадились войска Сомерледа, короля Островов. Это вторжение, вероятно, было связано со стремлением Сомерледа не допустить расширения влияния Стюартов и Шотландии в направлении западного побережья и Гебридов, хотя, очевидно, преследовало также и грабительские цели. Однако местному ополчению в сражении при Ренфру удалось разгромить отряды гэлов. Сомерлед был убит, его государство распалось, гэльская угроза проникновению феодализма на западное побережье страны перестала существовать. Не известно, участвовал ли в битве при Ренфру сам Уолтер Фиц-Алан. По мнению Р. Макдональда, его участие достаточно вероятно. Таким образом, возможно, в сражении лицом к лицу встретились самые яркие представители двух основных культур, соперничающих за влияние на территории Шотландии, — Сомерлед, олицетворяющий гэльско-норвежское общество, и Уолтер Стюарт, представляющий новую феодальную англо-шотландскую культуру. Показательно, что победу в битве при Ренфру одержал последний.
Скончался Уолтер Фиц-Алан в 1177 году и был похоронен в монастыре Пайсли.

## Брак и дети
Уолтер Фиц-Алан был женат на Эохине (или Эшине) де Моль, дочери Томаса де Ландинса, некрупного шотландского рыцаря из Лотиана, и вдове Роберта Крока, сеньора замка Крукстон (восточный Ренфрушир). Их дети:
- Алан Фиц-Уолтер (ум. 1230), 2-й наследственный лорд-стюард Шотландии, женат первым браком на Эве де Кроуфорд, дочери Свейна Торссона, сеньора Кроуфорда; вторым браком на Алесте де Мар, дочери Моргана, графа Мара;
- Симон Фиц-Уолтер (возможно, не существовал).